# Warendorf
Warendorf é uma cidade da Alemanha, localizado no distrito de  Warendorf, Renânia do Norte-Vestfália. Possui uma população de 38.609 habitantes.